# Falklandskriget
Falklandskriget var ett krig mellan Storbritannien och Argentina 1982 om Falklandsöarna, Sydgeorgien och Sydsandwichöarna. Falklandsöarna består av två stora och många små öar i Sydatlanten nära Argentina, vilkas namn och tillhörighet har varit omdiskuterade länge. Falklandskriget startade fredagen 2 april 1982 med den argentinska invasionen och ockupationen av Falklandsöarna och Sydgeorgien, och avslutades med den argentinska kapitulationen 14 juni 1982. Kriget pågick under 74 dagar och resulterade i totalt 907 döda, varav 255 brittiska och 649 argentinska soldater, sjömän och flygare samt tre civila öbor, som dödades av vådabekämpning från britterna.
Konflikten var resultatet av en segdragen diplomatisk konfrontation angående kontrollen över öarna. Ingen av staterna deklarerade officiellt krig och striderna var till stora delar begränsade till de omstridda territorierna och till Sydatlanten. Den inledande invasionen karaktäriserades av argentinarna som en återockupation av sitt eget territorium, och av britterna som en invasion av Storbritanniens utomeuropeiska territorier.

## Bakgrund

### Historiska anspråk
Falklandsöarna hade länge varit ett tvisteämne mellan Storbritannien och Argentina. Argentina proklamerade sina anspråk på ön 1816 i samband med sin självständighet från Spanien. Öarna hade då varit obebodda sedan 1811, men tidigare hade det förekommit såväl franska och engelska kolonier på ön och senast en spansk koloni. Argentina började kolonisera öarna 1826. Efter en konflikt om sälfångst med USA förstörde ett amerikanskt örlogsfartyg den argentinska kolonin år 1832. Året därpå kom en brittisk styrka och körde iväg den argentinska militären, som till 80 procent bestod av brittiska legosoldater som inte ville slåss mot sitt hemland. Britterna inledde därefter sin kolonisering av öarna som fick en rent brittisk befolkning.
Argentina erkände aldrig britternas överhöghet. 1964 röstade FN igenom en resolution där Argentina och Storbritannien uppmanades att förhandla för att hitta en fredlig lösning. En förhandlingsserie pågick till 1981. Dessa samtal ledde till en del praktiska framsteg, bland annat ordnades flygkommunikationer mellan Falklandsöarna och Argentina, men frågan om överhöghet löstes ej då britterna hävdade att en förutsättning för ett överlämnade var att en majoritet av Falklandsöarnas befolkning var för en sådan lösning, och att det samtidigt fanns en massiv motvilja mot en sådan lösning bland öarnas befolkning. En brittisk utredning som startades 1976 om möjligheterna för Falklandsöarna att bli självständiga ökade Argentinas missnöje kraftigt.

### Situationen under 1980-talet
Argentina gick i början av 1980-talet igenom en djup ekonomisk kris och ett stort folkligt missnöje mot den styrande militärjuntan. Krisen ledde till ett ledarskifte inom juntan i mars 1981 och i december samma år bytte juntan återigen ledarskap. De nya juntaledarna var generallöjtnant Leopoldo Galtieri för armén, brigadgeneral Basilio Lami Dozo för flygvapnet och amiral Jorge Anaya för flottan. Galtieri agerade president, men det var amiral Jorge Anaya som var drivande bakom beslutet att besätta Falklandsöarna. Genom att spela på nationalistiska känslor och erövra de historiskt omtvistade öarna, skulle man avleda uppmärksamheten från juntans misslyckade ekonomiska politik och människorättsbrott. Man bedömde att ett övertagande av Falklandsöarna skulle gå snabbt och bara ge begränsade effekter på Argentinas relationer med omvärlden. Att britterna skulle ta till vapen trodde man var helt uteslutet.
I januari 1982 ställde den argentinska militärjuntan krav på Storbritannien att ge upp överhögheten över Falklandsöarna.

## Kriget

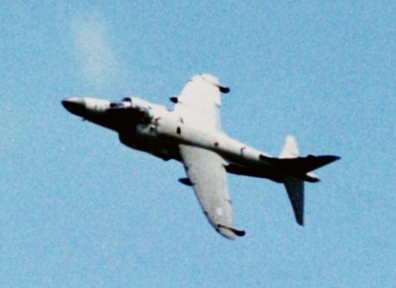
Brittiska jaktflygplanet Sea Harrier, som användes flitigt under kriget och har förmågan att landa och starta vertikalt från britternas relativt små hangarfartyg.

Spänningarna mellan länderna byggdes upp under början av året och ökade avsevärt den 19 mars, då 50 argentinare landsteg på Sydgeorgien och reste den argentinska flaggan. Britterna svarade med att skicka en ispatrullbåt, som var stationerad i Stanley. Detta fick Argentina att tidigarelägga invasionen av Falklandsöarna, eftersom man misstänkte att Storbritannien skulle förstärka sina styrkor i Sydatlanten. Den 2 april beordrade Galtieri invasionen och en amfibieoperation inledde landstigningen.
Den 3 april antogs, på brittiskt initiativ, resolution 502 i FN:s säkerhetsråd, som fördömde Argentinas invasion och krävde ett totalt tillbakadragande av de argentinska trupperna från Falklandsöarna samt ett slut på alla fientliga handlingar mellan Argentina och Storbritannien. Tio av säkerhetsrådets medlemmar röstade för resolutionen och bara Panama emot, medan Kina, Polen, Spanien och Sovjetunionen lade ner sina röster.
Argentina fick, med undantag av Chile, stöd i konflikten från de övriga länderna i Sydamerika. Peru bidrog ytterligare genom att skicka vapen. Britterna å sin sida fick stöd från övriga Samväldet och Europeiska ekonomiska gemenskapen. Bägge sidor hade räknat med USA:s stöd under kriget. Argentina baserade sina förväntningar på ett samarbetsavtal som länderna i Nord- och Sydamerika hade ingått och som USA samt Chile senare anklagades för att ha brutit genom sitt militära stöd till Storbritannien. USA:s stöd bestod till största del av att man försåg Storbritannien med krigsmateriel. Chiles stöd bestod i att vara bas för brittisk underrättelseinhämtning.
Britterna överraskades först av anfallet, men den brittiska regeringen under premiärminister Margaret Thatcher, bestämde sig trots allt att svara militärt och skicka en flottstyrka till Sydatlanten för att återta öarna. Detta lyckades, trots att flera experter ansåg att ett återtagande skulle bli mycket svårt och USA:s flotta bedömde det som "en militär omöjlighet". Beslutet att sätta samman och skicka en insatsstyrka fattades på ett extrainkallat kabinettmöte den 2 april och fastslogs av Underhuset på ett extrainsatt möte dagen efter.
Den enskilt största förlusten av människoliv skedde efter att den brittiska atomubåten HMS Conqueror, på eftermiddagen den 2 maj, sänkte den argentinska kryssaren ARA General Belgrano. Trots att hon befann sig utanför den brittiska exkluderingszonen ansågs, på grund av argentinska order om ett massivt anfall mot de brittiska flottenheterna runt Falklandsöarna, General Belgrano utgöra ett så stort hot att HMS Conqueror fick order från högsta ort att sänka henne. Några minuter före fyra lokal tid (UTC-4) avlossade Conqueror tre torpeder (21 tum Mk.8 – en gammal brittisk modell som togs i bruk redan under andra världskriget och saknade målsökningsförmåga), varav två träffade. Av dessa gjorde den andra mest skada och slet upp ett 20m långt hål i en explosion som direkt kan ha dödat uppemot 275 man. Den totala dödssiffran uppgick till †323 (varav två civila), vilket är mycket nära hälften av Argentinas totala förluster i kriget. Sänkningen av General Belgrano resulterade i att Argentina drog tillbaka i stort sett hela sin flotta från Falklandsöarna och var en viktig seger för britterna.
Argentinarna lyckades inte med några motsvarande kraftiga slag mot britterna men sänkte ett antal brittiska fartyg. Två av dessa, jagaren HMS Sheffield och fraktfartyget S/S Atlantic Conveyor (som var rekvirerat av brittiska flottan som underhållsfartyg), sänktes med hjälp av fransktillverkade sjömålsrobotar (av modellen Exocet) vilket gav stor uppmärksamhet i omvärlden.
Britterna gick segrande ur kriget av flera anledningar. Till stor del berodde den brittiska segern på bättre vapensystem och organisation. Storbritannien fick också hjälp och stöd av Frankrike som hade sålt flera vapensystem till Argentina. Bland annat införde Frankrike vapenbojkott emot Argentina samt lånade ut stridsflygplan av samma typ som Argentina hade så att Royal Air Force kunde träna mot dem. De brittiska markstyrkorna var också bättre utbildade med erfarenheter från konflikten i Nordirland, men hade överlag sämre utrustning än de argentinska.

### Kronologi

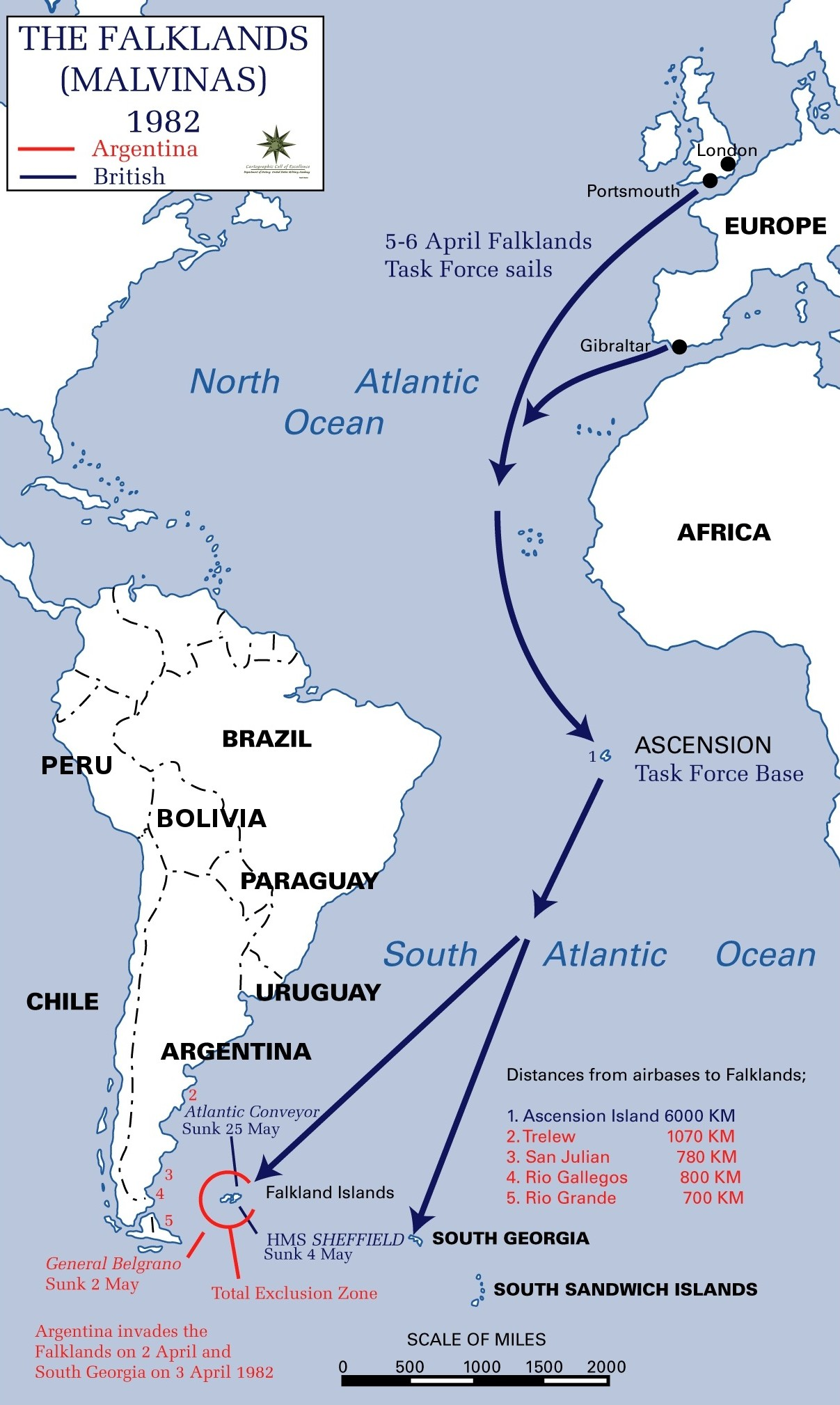
Karta som beskriver delar av förloppet och avstånd till brittiska och argentinska flygbaser.

- 19 mars – Argentinska specialstyrkor under ledning av Alfredo Astiz, utklädda som skrotarbetare, landstiger på Sydgeorgien.[12]
- 24 mars – Britterna skickar ett inspektionsfartyg, HMS Endurance, med 22 marinsoldater för att få argentinarna att lämna Sydgeorgien.
- 25 mars – En argentinsk korvett hindrar inspektionsfartyget.
- 1 april – Brittiska guvernören talar på radion om det förestående anfallet och mobiliserar Falkland Islands Defence Force samt de 57 marinsoldater ur Naval Party 8901 som finns på Falklandsöarna. Strax innan midnatt landstiger första styrkan söder om Stanley, vid Lake Point. Från jagaren ARA Santísima Trinidad landsätts med hjälp av ribbåtar 84 man ur specialförbandet Buzo Tactioco. Under natten avancerar styrkan mot garnisonens kasern vid Moody Brook och guvernörens residens Government House. Tidigt på morgonen den 2 april anfalls kasernerna som visar sig vara tomma.
- 2 april – Landstigningsfartyget ARA Cabo San Antonio sjösätter under morgonen 20 amfibiefordon LVTP-7A1 som landsätter 700 argentinska marinsoldater vid York Bay. Marinsoldaterna avancerar in mot Port Stanley och tar snabbt flygfältet. Fördröjningsstrider bryter ut utanför och i Port Stanley där ett argentinskt pansarfordon slås ut med det svensktillverkade granatgeväret Carl Gustaf. Efter några timmars strider, där en argentinsk officer stupar på gräsmattan utanför guvernörens residens Government House, väljer den brittiska guvernören Rex Hunt att kapitulera inför övermakten.
- 3 april – 100 marinsoldater från Argentina invaderar Sydgeorgien, strider bryter ut och den lilla brittiska försvarsstyrkan retirerar med inspektionsfartyget.
- 4 april – De sista sju brittiska soldaterna på Falklandsöarna kapitulerar efter att ha varit på flykt sedan Stanleys fall.
- 5 april – Den brittiska regeringen beslutar att skicka en flottstyrka bestående av hangarfartygen HMS Invincible och HMS Hermes med Sea Harrier-flygplan samt 5 000 marinsoldater och fallskärmsjägare, 52 civila handelsskepp eskorterade av åtta jagare och 15 fregatter.
- 12 april – Storbritannien meddelar att all skeppsfart inom 200 sjömil från Falklandsöarna kommer att sänkas av atomubåtar (MEZ – Maritime Exclusion Zone).[13]
- 25 april – Brittiska elitförband återerövrar Sydgeorgien. Den argentinska ubåten ARA Santa Fe sänks vid Grytviken.
- 28 april – En omfattande luftbro av civilt och militärt flyg har förstärkt den argentinska garnisonen med 12 630 man.
- 30 april – Storbritannien meddelar att alla flygplan inom 200 sjömil från Falklandsöarna kommer att skjutas ned, utan varning (TEZ - Total Exclusion Zone).
- 1 maj – Brittiskt bombflyg (Avro Vulcan B.2) bombar huvudstaden Port Stanleys flygplats från en bas på Ascension Island nära ekvatorn (se Operation Black Buck).
- 2 maj – Den brittiska atomubåten HMS Conqueror torpederar kryssaren ARA General Belgrano. Flyganfall mot Port Stanley och Goose Green (flygplats).
- 3 maj – Den oceangående bogserbåten ARA Alférez Sobral upptäcks norr om Falklandsöarna och anfalls med Sea Skua-robotar avfyrade av Lynx-helikoptrar från Coventry och Glasgow. Två av robotarna träffar och båten skadas svårt.
- 4 maj – Argentinsk Super-Étendard beväpnad med Exocetrobot sätter jagaren HMS Sheffield i brand och fartyget överges. Fartyget sjunker den 10 maj.
- 10 maj – Ytterligare en flottstyrka (Stridsgrupp Bristol) med två jagare, fem fregatter och två underhållsfartyg avseglar från Storbritannien mot Falklandsöarna. De anländer till operationsområdet 26 maj.
- 11 maj – Fregatterna Arrow och Alacrity genomför en spaningsframstöt genom Falklandssundet för att leta efter minfält. I stället för minfält hittar de det argentinska underhållsfartyget ARA Isla de los Estados som skjuts i sank, samt ubåten San Luis som kommer undan efter att ha avfyrat torpeder mot både Arrow och Alacrity. Torpederna missar sina mål tack vare olika former av motmedel.
- 21 maj – Britterna påbörjar landstigningen på stränderna runt bukten San Carlos Water på nordvästkusten av East Falkland. Under två nätter landstiger 4000 man ur 3 Commando Brigade och övriga enheter från militära landstigningsfartyg och civila fartyg. Efter att landstigningen upptäckts av argentinska trupper inleder det argentinska flygvapnet och argentinska marinflyget häftiga flyganfall mot de brittiska fartygen i San Carlos Water. För att undvika den kraftigaste koncentrationen av luftvärn angriper de argentinska flygplanen på mycket låg höjd. På kvällen den 21 maj angrips fregatten HMS Ardent i flera omgångar av A-4 Skyhawks när hon beskjuter flygfältet vid Goose Green. Fartyget träffas flera gånger av bomber och överges efter att besättningen misslyckats att få kontroll över bränderna i aktern. Hon sjunker sedan på morgonen den 22 maj.
- 23 maj – Fregatten HMS Antelope träffas av två bomber medan hon skyddar landstigningen i San Carlos Water. Båda bomberna träffar fartyget utan att explodera, men en av bomberna exploderar senare vid ett misslyckat försök att desarmera den. Två personer dödas och fartyget sjunker dagen därpå.
- 28–29 maj – Slaget vid Goose Green. Överste "H" Jones stupar när 400 brittiska fallskärmsjägare besegrar 1 200 argentinska soldater.
- 1 juni – Britterna börjar omringa Port Stanley.
- 4 juni – Storbritannien och USA lägger in veto i säkerhetsrådet mot Perus förslag om vapenvila.
- 11 juni – Hårda strider om bergen runt Port Stanley bryter ut.
- 14 juni – Argentinas överbefälhavare på öarna kapitulerar. Krigshandlingarna tar slut, men det dröjer till 20 juni innan britterna har kontroll över alla öar.

## Efterverkningar
De politiska effekterna av kriget blev stora, främst i Argentina. Efter krigsslutet ökade protesterna i Argentina mot dess militärjunta som snart tvingades avgå, och demokratin kunde återupprättas. I Storbritannien ökade den sittande regeringens popularitet i allmänhet och Margaret Thatchers i synnerhet, vilket starkt bidrog till Tories överväldigande valseger i parlamentsvalet 1983. Det dröjde till 1989 innan de båda länderna återupptog sina diplomatiska förbindelser.
Argentina vidhåller alltjämt sina anspråk på Falklandsöarna. Deras anspråk motiveras med att:
- överhögheten över öarna överfördes från Spanien till Argentina i samband med självständigheten 1816,
- Storbritannien övergav sin första koloni på öarna 1774, och avstod från koloniala anspråk i Sydamerika 1790 i ett avtal med Spanien (Nootkasundöverenskommelsen),
- den brittiska invasionen 1833 anses ha varit illegal enligt internationell lag,
- öarna ligger på kontinentalsockeln utanför Argentina, vilket enligt 1958 års FN-konvention om kontinentalsocklarna skulle kunna ge dem rätt att göra anspråk på öarna.

Britterna motiverar i dag sin överhöghet med att:
- det brittiskt–spanska avtalet 1790 inte inbegrep territorier utanför statlig kontroll,
- besittningsrätten för den femte generationen falklandsbor uppväger alla argentinska anspråk.

På trettioårsdagen av krigets utbrott uttalade sig Storbritanniens premiärminister David Cameron och uppgav bland annat att britterna är fast beslutna att stödja falklandsbornas, och endast falklandsbornas, rätt att besluta över sin egen framtid.

## Övrigt
- Under den argentinska ockupationen bestämde militärmyndigheterna att införa högertrafik med omedelbar verkan. Falklandsborna fortsatte dock att köra på vänster sida som en protest. Efter ockupationens slut återinfördes vänstertrafik.
- Argentinska formel 1-föraren Carlos Reutemann slutade att köra för brittiska formel 1-stallet Williams.
- Det fanns viss svensk medverkan i konflikten genom bland annat Aerolineas Argentinas-piloten Rolf Hossinger.
- Till stor del tack vare sina imponerande stridsmeriter från kriget, blev jaktplanet Sea Harrier FRS.1 rankat som världshistoriens nionde bästa jaktplan av Discovery Channels program Top Ten.

## Fotnoter
1. ↑  633 militärer och 16 civila sjömän.[4]
2. ↑  255 militärer.[5]
3. ↑    - 2 april: 57 Royal Marines (RM), 11 Royal Navy (RN) och 23 Falkland Islands Defence Force (FIDF)-medlemmar 
  - 3 april: 22 RM 
  - 21 maj: 1 Royal Air Force (RAF)-medlem 
  - 10 juni: 1 Special Air Services (SAS)-medlem. 
  - [källa behövs]